# Triebendorf (Heilsbronn)
Triebendorf is een plaats in de Duitse gemeente Heilsbronn, deelstaat Beieren, en telt 54 inwoners (2007).